# Halecopsis insignis
Halecopsis insignis è un pesce osseo estinto, appartenente ai gonorinchiformi. Visse nell'Eocene inferiore (circa 55 - 50 milioni di anni fa) e i suoi resti fossili sono stati ritrovati in Europa.

## Descrizione
Questo pesce possedeva un corpo poco allungato e moderatamente alto, dotato di una grossa testa dal muso allungato e dalla piccola bocca. Halecopsis era caratterizzato da ossa frontali allungate e strette a livello preorbitale. Il mesetmoide era piccolo e più lungo che largo. Gli etmoidi laterali erano ridotti, mentre i pleurosfenoidi erano piccoli e non c'era l'orbitosfenoide. La mascella inferiore era corta e il quadrato e il ramo ventrale del preopercolo molto lunghi. Vi erano solo quattro infraorbitali, tutti in possesso di una componente membranodermica ben sviluppata. Il sopratemporale era fortemente ridotto. La commessura sensoriale extrascapolare era racchiusa nei parietali e passava anche in un sottile solco sopraoccipitale. 

## Classificazione
Halecopsis insignis venne descritto per la prima volta da Arthur Smith Woodward nel 1901, sulla base di resti fossili rinvenuti nella London Clay in Inghilterra, in terreni risalenti all'Eocene inferiore. 
Una revisione dei caratteri osteologici di Halecopsis hanno permesso di classificare Halecopsis tra i gonorinchiformi, in particolare all'interno del sottordine Gonorynchoidei; si suppone che Halecopsis fosse filogeneticamente compreso tra la famiglia Apulichthyidae (dove l'etmoide laterale rimaneva ampio) e le altre famiglie del sottordine, in cui la componente membranodermica degli infraorbitali era già scomparsa.